# 工藤慎太郎
工藤 慎太郎（くどう しんたろう、1980年10月27日 - ）は、日本の男性シンガーソングライター。

## 概要
デビュー前の2004年、毎週金曜日21:00から22:30までJR川口駅西口にて路上ライブをしていた。同時期に出演したテレビ埼玉（現・テレ玉）のオーディション番組『プロをめざせ GOGOうたじまん』に出演し、番組史上初となる10週勝ち抜きを達成し、初代チャンピオンとなる。その当時、ミリオン企画の八代亜紀の担当マネージャーがこの番組を見てスカウトしメジャー・デビューを獲得。出演した番組やステージでよく泣くことから“J-POP界の泣き虫王子”と言う愛称で親しまれている。
2006年、バイト先のシェフのやさしさを歌った「シェフ」で コロムビアミュージックエンタテインメントよりメジャー・デビュー、その年の第39回日本有線大賞において新人賞を受賞（合計3名）。尚、最優秀新人賞は絢香の「三日月」が選ばれている。
その後、ユニクロや、NHKの歌番組などで自身の曲が採用され、認知されてきた矢先、2011年1月の5周年記念コンサートを最後に、咽喉の炎症による病気療養の為、約2年間音楽活動を一時休止。2013年に所属事務所を離れ、個人事務所「オフィスうめ子」を立ち上げ、活動を再開する。
2017年7月には、ニューヨーク・カーネギー・ホールで開催の「第8回 花と音楽の祭典　Kajiki's Artist Show in NY」に出演。自身初の米国公演を果たす。9月には7年ぶりのスタジオ録音フルアルバム「Love Letter」をリリース。川口総合文化センター・リリアメインホールにてリリースコンサートを開催。
川口市立川口総合高等学校、川口市立川口高等学校、川口市立県陽高等学校の3校を統合して2018年4月に新設・開校された川口市立高等学校の校歌の作詞・作曲依頼を川口市教育委員会（教育長：新海今朝巳[当時]）より受け、川口市立高等学校 校歌『木立の歌』を制作。本人曰く、「川口市全体で口ずさめるように、さらには川口市の外にも広がっていくように、あえて校名など、限定されるフレーズを入れずに制作している」との想いが込められ、校歌では珍しく学校名が入っていないのが特徴。後に、2021年4月に開校した川口市立高等学校附属中学校の校歌も共用。
2018年6月には6年振りに八代亜紀の事務所で古巣の「ミリオン企画」から再デビューを果たす。
2018年7月、日本コロムビアから過去にリリースした楽曲に加え、新たに書き下ろした新曲「ハッピーエンド」、川口市立高等学校 校歌「木立の歌」を収録した2枚組アルバム「工藤慎太郎 song collection 足跡に咲く花」を携えて、メジャー・レーベルでの活動を再開し、幅広い分野で活動。
2021年11月、2019年から実施している4回シリーズのコンサートの最後「工藤慎太郎コンサート「足跡に咲く花～開花（かいか）～[デビュー15周年記念コンサート]」を川口総合文化センター・リリア[音楽ホール]にて開催。
2022年11月、自身の地元・川口市を舞台にした映画「車線変更 -キューポラを見上げて-」の主題歌となる7thシングル「StarLight ～希望の光～」をリリースし、12月3日には「工藤慎太郎コンサート2022～希望の光～」を川口総合文化センター・リリア[メインホール]にて開催、自身が主題歌を歌う映画「車線変更 -キューポラを見上げて-」が12月30日から川口市のMOVIX川口を皮切りに順次、全国公開。
また、近年はデビュー同期の松原健之などに楽曲を提供し、作詞家としての側面も見せている。
趣味はトライアスロン。デビュー前に新潟のイベントで共演をした俳優・峰岸徹の影響で始め、2006年は石垣島大会（オリンピックレンジ）。2007年には徳之島大会（ハーフレンジ）に出場し、ともに完走。
工藤慎太郎の総合プロデューサー・小倉良は母方の親戚。

## 略歴
- 1980年 - 母親の故郷・栃木県那珂川町生まれ、埼玉県川口市出身。
- 1987年 - 川口市立朝日東小学校 入学。
- 1993年 - 川口市立朝日東小学校 卒業。
- 1993年 - 栄東中学・高等学校 入学。
- 1996年 - ギターでオリジナル曲を作り始め、ロンドンに留学した際も地元のミュージシャンらとセッションし、「TARO」の愛称で親しまれる。
- 1998年 - 当時組んでいたポップスユニット「どんぐり」で、「YOKOHAMA_HIGH_SCHOOL_HOT_WAVE_FESTIVAL」に出場し、「日本工学院クリエイティブ賞」を受賞。
- 1999年 - 栄東中学・高等学校 卒業。
- 1999年 - 日本移植協会チャリティーコンサートに参加し、路上ライブなどで募金活動を始める。
- 2003年 - 「心に響く音楽」をコンセプトに、JAZZミュージシャン達と「慎太郎バンド」を結成。
- 2004年 - 路上ライブ開始。
- 2005年 - テレビ埼玉（現・テレ玉）『プロをめざせGOGOうたじまん』にて初の10週勝ち抜きチャンピオンとなる。同年12月には川口総合文化センター・リリア[音楽ホール]にてソロライブを行う。
- 2006年1月25日 - コロムビアミュージックエンタテインメントより「シェフ／Message」にてメジャー・デビュー、第39回日本有線大賞新人賞受賞。
- 2007年
  - 9月19日 - 1stアルバム「愛でいこうぜ!」リリース。
  - 10月27日 - 初の全国ツアー開始（宇都宮・新潟・仙台・福岡・浜松・名古屋・大阪・東京）
- 2008年
  - 1月7日 - 文化放送にて『工藤慎太郎 愛でいこうぜ!』放送開始（放送時間：毎週月曜日 19:30 - 20:00）。
  - 4月1日 - 文化放送にて『工藤慎太郎 愛でいこうぜ!～〇〇編～』放送開始（放送時間：毎週火曜日 深夜2:00 - 3:00）。
- 2008年
  - 5月 - デビュー・シングルに収められていた「Message」が、映画『光州5･18』の日本版イメージソングに採用される。この映画タイアップを受け、「Message～『光州5･18』によせて～」として再レコーディング&リアレンジを施し、CD発売に先駆け着うたにて先行配信リリース。
  - 6月1日 - Yahoo!ファンクラブ内に工藤慎太郎モバイルサイトがオープン。
  - 6月13日 - 4thシングル「愛でいこうぜ!」が、自身の故郷である埼玉県川口市を歌ったことから岡村幸四郎 川口市長を表敬訪問した。
  - 6月18日 - 4thシングル「愛でいこうぜ!／Message～『光州5･18』によせて～』リリース。
  - 7月30日～8月3日 - デビュー2周年を記念した特別催事「工藤慎太郎ギャラリー ふれあい展」を川口銀座商店街内の燦ギャラリーにて期間限定開催。
  - 9月 - 4thシングル「愛でいこうぜ!／Message～『光州5･18』によせて～」の購入者を対象に完全無料招待の全国ツアーを展開（大阪・名古屋・東京・福岡）
  - 10月1日 - 工藤慎太郎 愛でいこうぜ!～〇〇編～』がナイターシーズンオフの全国13局ネット枠ラジオアミューズメントパークで放送。
  - 11月 - 広報かわぐちにて岡村幸四郎川口市長との対談が実現した。
  - 12月23日 - 初の単独ディナーショーを新大阪ワシントンホテルプラザにて開催。
  - 12月24日 - デビュー3周年記念コンサートの開催を記念した333枚完全限定生産プレミアムシングル「3rd Anniversary Special CD」を埼玉県内のCDショップにてリリース。
- 2009年
  - 1月10日 - テレビ埼玉30周年記念コンサート「工藤慎太郎 翔く瞬間(とき)～3rd Anniversary Concert2009～」開催。
  - 1月25日 - テレビ埼玉30周年記念特番「工藤慎太郎 翔く瞬間(とき)～3rd Anniversary Concert2009～」O.A。
  - 2月18日 - コロムビアミュージックエンタテインメントよりリリースされた日本テレビ系列の人気番組「誰も知らない泣ける歌」のコンピレーションアルバム「誰も知らない泣ける歌 外伝～もらい泣き篇～」にデビュー曲「シェフ」が収録。
  - 2月 - 10か月連続でマンスリーライブを恵比寿天窓.switchにて開催。1回目は、東海地区で人気のアコースティック・デュオうたまろをゲストに迎えた。
  - 3月 - 5thシングル「2つで1つ」に収録される「2つで1つ(アコースティック・ギターの調べ)」が、NHK-FMの「にっぽんのうた 世界の歌」のお便りコーナーBGMとして起用。
  - 3月31日 - マンスリーライブ「Vol.2～弥生編～」にて、初めて演技に挑戦。歌と演技が融合した新しいスタイルのステージで話題を呼ぶ。
  - 4月 - NHKユアソング(4～5月)で、「2つで1つ」がO.A開始。
  - 4月19日 - マンスリーライブ「Vol.3～卯月編～」にて、中国の民族楽器である二胡に挑戦。
  - 5月 - 文化放送のインターネットラジオジャスクリにて、「2つで1つ」のリリースを記念した1か月限定のスペシャルプログラムを配信。(全5回配信予定)
  - 5月7日 - デイリースポーツにて「2つで1つ」のミュージック・ビデオに関する記事が掲載される。北村総一朗、田中要次、渡辺哲、沼田爆の4人が共演。「出口の見えない不況にあえぐ日本を元気にする」という新曲のコンセプトに共感し、出演を快諾した。このニュース記事に合わせてオフィシャルHPも全面リニューアルを実施した。
  - 5月20日 - 5thシングル「2つで1つ」リリース。
  - 5月22日 - マンスリーライブ「Vol.4～皐月編～」にて、全編ピアノでのコンサートに挑戦。
  - 6月16日 - 文化放送のインターネットラジオジャスクリのレギュラーパーソナリティが集結したイベントライブ『ジャスクリ音楽祭Vol.2』に初出演。共演は、大河元気、下川みくに、eyes、ワカバ。
  - 6月22日 - 「2つで1つ」の購入者の中から抽選で選ばれた限定120名を対象に山野楽器銀座本店イベントスペースJam Spotにてシークレットイベントを実施。このイベントに事務所の先輩でもあり、カップリングでもコーラス参加している八代亜紀がサプライズで出演。このイベントの模様は、6月23日のワイドショーやスポーツ紙でも取り上げられた。
  - 8月9日 - 神戸WINTER LANDにて、ちめいどと2マンライブを開催。
  - 8月17日～23日 - 東京(O-WEST)／名古屋(ボトムライン)／大阪(心斎橋クラブクアトロ)／福岡(Gate's 7F)にて、アコースティック系4アーティストによるイベントライブツアーを開催。共演は、うたまろ、秋休、ケイタク。
  - 8月31日 - マンスリーライブ「Vol.7～長月編～」にて、デビューのきっかけになったテレビ埼玉のオーディション番組『プロをめざせ GOGOうたじまん』を再現したコンサートを開催。
  - 9月 - 衆議院議員・新藤義孝との対談が実現（川口オートレース場）。
  - 9月17日 - ライブハウス 川崎セルビアンナイトの5周年を記念したスペシャルライブに出演。共演は、小野正利、佐藤寛之。
  - 9月23日 - 工藤慎太郎自主イベントを地元のライブハウス西川口LiveHouse Heartsにて開催。共演は、オオゼキタク、元BREATHのヴォーカル金築卓也、Bluem оf Youthの松ヶ下宏之。
  - 9月30日 - マンスリーライブ「Vol.8～文月編～」では、佐田玲子を迎えて往年のフォークソングの数々をコラボレーションした。
  - 10月22日 - マンスリーライブ「Vol.9～神無月編～」にて、初のダンスに挑戦。
  - 11月1日 - 「かわぐち音楽の日」のスペシャルアトラクションとして川口総合文化センター・リリア[メインホール]にて応募抽選制のアコースティックコンサートを開催。
  - 11月29日 - マンスリーライブ「Vol.10～霜月編～」では、総集編と題し、今までに挑戦してきたパフォーマンスに再チャレンジした。
  - 12月21日 - マンスリーライブの番外編として、関東では初となるディナーショー形式でのコンサートを開催。「Vol.10～霜月編～」に続き、総集編的な内容で構成された。
- 2010年
  - 1月 - ライブで以前より披露されていた楽曲「涙ひとつぶ」が、毎日放送／TBS系深夜ドラマ『新撰組 PEACE MAKER』の挿入歌に起用される。主演は須賀健太。
  - 1月14日 - 文化放送1階にあるサテライトプラスにて「工藤慎太郎 2010年の3大重大発表」と題したスペシャルイベントを実施。そのイベントの中で、「歌で全国を元気にするプロジェクト」と題し、日本武道館でのコンサートを目指して10万人の署名活動をスタートする事を発表した。当日の司会進行を親交のある吉田照美が務め、サプライズゲストとして事務所の先輩でもある八代亜紀、阿藤快が出演、10万人署名の第1号～3号を公開署名。
  - 1月24日 - テレビ埼玉にて初のTVレギュラー番組「出前迅速!慎太郎便」(毎週日曜日 17:30 - 17:45)がスタート。視聴者からの依頼を受け、大切な人にメッセージと歌を届ける“歌うポストマン”。
  - 1月27日 - 配信限定シングル「涙ひとつぶ～新撰組PEACE MAKER Ver.～」リリース。2ndアルバム「ふたつでひとつ」に収録されているヴァージョンとは異なり、歌詞をドラマ用に一部書き下ろしている為、レコーディングもし直しての配信音源となっている。
  - 2月5日 - 文化放送のインターネットラジオジャスクリのレギュラーパーソナリティが集結したイベントライブ『ジャスクリ音楽祭Vol.3』に出演。共演は、せきずい、下川みくに、熊谷育美、ワカバ。
  - 2月27日 - かねてより親交のある間慎太郎のマンスリーライブにゲスト出演。共演は、オオゼキタク。
  - 3月17日 - 2ndアルバム「ふたつでひとつ」の収録曲である「桜予報」が着うた、着うたフルにて先行配信リリース。
  - 4月9日 - 文化放送「太田英明のMUSIC NEO」内にて新レギュラーコーナー「工藤慎太郎の今日はここから」がスタート。(毎週金曜日 25:00 - 25:30)
  - 4月18日 - 2ndアルバム「ふたつでひとつ」のリリースを記念したスペシャル特番をNACK5にて放送。深夜1時から4時間の生放送に挑戦し、ニューアルバムの内容を解説した。
  - 5月8日 - 名古屋の一大音楽イベント栄ミナミ音楽祭に出演。
  - 9月12日 - 上海万博の日本産業館ステージにてコンサート出演。この出演を受けて、近畿日本ツーリスト主催で“工藤慎太郎と行く上海万博ツアー”を開催。
  - 9月25日 - さいたま市民会館うらわを皮切りに全国18か所にて、ワンマンコンサートツアーを開催。入場者全員に各地区で“工藤慎太郎が歌う御当地ソングCD(非売品)”がプレゼントされた。
- 2011年
  - 1月30日 - 戸田市文化会館で、デビュー5周年記念コンサート『Go!ゴー！5周年』を開催。
  - 6月28日 - 年頭より発症していた咽喉の炎症が悪化し、音楽活動の休止を正式発表。同日付で、オフィシャルファンクラブも活動の一時休止を発表した。
- 2013年 -  所属事務所・ミリオン企画、及び所属レコード会社・日本コロムビアを離れ、活動を再開。個人事務所・オフィスうめ子と、オリジナルレーベル・UMEKO RECORDを立ち上げる。
- 2014年 - 
  - 4月から9月までの毎月、恵比寿天窓.Switchで、親交のあるアーティストをゲストに迎えたマンスリー企画ライブ『月刊キャッチボール』を開催。
- 2015年 - 
  - 2014年に続き、4月から9月までの毎月、恵比寿天窓.Switchで、親交のあるアーティストをゲストに迎えたマンスリー企画ライブ『月刊キャッチボール』を開催。
  - 10月～12月にかけて、デビュー10周年記念ツアー『慎太郎行進曲』を全国7ヶ所にて開催（東京・静岡・神奈川・仙台・岡山・神戸・栃木）

- 同公演で、新曲「椿」、「明日への賛歌」が初披露された。

- 2016年 - 
  - 2月7日 - デビュー10周年記念コンサート『慎太郎行進曲』を川口総合文化センター・リリア[音楽ホール]にて開催。
  - 4月6日 - 2月7日に開催されたデビュー10周年記念コンサート『慎太郎行進曲』の模様を収録した初のライブベストアルバム（２枚組）をリリース。
- 2017年 - 
  - 7月4日 - ニューヨーク・カーネギーホールで開催の「第8回 花と音楽の祭典　Kajiki's Artist Show in NY」に出演。
  - 9月20日 - 7年ぶりのオリジナル・アルバム『Love Letter』をリリース。
  - 10月8日 - SHINTARO KUDO 2017 CONCERT『Love Letter』を川口総合文化センター・リリア[メインホール]（2,002名収容）にて開催。
- 2018年 - 
  - 6月15日 - 同日、自身のブログにて八代亜紀所属の古巣の事務所・「ミリオン企画」への6年振りの復帰を発表し、同日夜、再デビュー記念のワンマンライブを恵比寿天窓.switchにて開催。
  - 7月18日 - 2006年から2010年にかけて日本コロムビアからリリースした楽曲に加え、新たに書き下ろした曲を収録した2枚組アルバム「工藤慎太郎 song collection 足跡に咲く花」をリリースし、メジャー・レーベルでの活動を再開。
  - 9月16日 - 川口フェス実行委員会主催の関東最大級の「川口ストリートジャズフェスティバル2018」において、同事務所の八代亜紀をスペシャルゲストに迎え、川口総合文化センター・リリア[メインホール]にて司会&ステージを担当するコンサートを開催。
- 2019年 - 
  - 3月21日 - 4回シリーズのコンサート「工藤慎太郎コンサート「足跡に咲く花～種子（たね）～」を西川口Live House Heartsにて開催。
  - 6月14日 - 4回シリーズのコンサート「工藤慎太郎コンサート「足跡に咲く花～芽生え（めばえ）～」を西川口Live House Heartsにて開催。
  - 10月25日 - 4回シリーズのコンサート「工藤慎太郎コンサート「足跡に咲く花～蕾（つぼみ）～」を西川口Live House Heartsにて開催。
- 2021年 - 
  - 11月11日 - 4回シリーズのコンサート「工藤慎太郎コンサート「足跡に咲く花～開花（かいか）～[デビュー15周年記念コンサート]」を川口総合文化センター・リリア[音楽ホール]にて開催。
- 2022年 - 
  - 11月2日 - 7thシングル「StarLight ～希望の光～」をキャピタルヴィレッジからリリース。
  - 12月3日 - 「工藤慎太郎コンサート2022～希望の光～」を川口総合文化センター・リリア[メインホール]にて開催。
  - 12月30日 - 主題歌を歌う映画「車線変更 -キューポラを見上げて-」が川口市のMOVIX川口を皮切りに順次、全国公開。
- 2023年 - 
  - 1月25日 - 作詞・工藤慎太郎、作曲・小倉良を中心に構成された映画「車線変更 -キューポラを見上げて-」の楽曲を含む6枚目のアルバム「真夜中のペガサス」をリリース。
  - 2月24日 - 「工藤慎太郎 Live 真夜中のペガサス」を西川口Live House Heartsにて開催。
  - 7月14日 - 「工藤慎太郎 Live 浴衣の君に逢いたくて」を西川口Live House Heartsにて開催。
  - 11月10日 - 「工藤慎太郎コンサート2023～涙をこえて～」を川口総合文化センター・リリア[音楽ホール]にて開催。
- 2024年 - 
  - 10月25日 - 「工藤慎太郎 Live！」を西川口Live House Heartsにて開催。
  - 12月21日 - 「工藤慎太郎 Christmas Concert-Winter Song's Collection」をLive Space CAVALLINOにて開催。

## ディスコグラフィー

### シングル
|     | 発売日     | タイトル                                       | 規格品番   | 収録曲 | 備考                                          |
| --- | ---------- | ---------------------------------------------- | ---------- | --- | --------------------------------------------- |
| 1st | 2006.1.25  | シェフ/Message                                 | COCA-15821 | 1. シェフ ［第39回日本有線大賞新人賞受賞］ 2. Message 3. シェフ <カラオケ> 4. Message <カラオケ> 5. シェフ <弾き語り> | オリコン最高98位                              |
| 2nd | 2007.1.10  | 声をなくしても                                 | COCA-15952 | 1. 声をなくしても 2. ふたりで 3. 声をなくしても <instrumental> | オリコン最高79位                              |
| 3rd | 2007.12.5  | 願い/君を想う                                  | COCA-16060 | 1. 願い ［ユニクロPremium Down TVCMソング］ 2. 君を想う <カシミヤ・ミックス> 3. 願い <伴奏> | オリコン最高137位                             |
| 4th | 2008.6.18  | 愛でいこうぜ！/Message〜『光州5･18』によせて〜 | COCA-16146 | 1. 愛でいこうぜ！ 2. Message ～『光州5.18』によせて～ ［映画「光州5.18」イメージソング］ 3. 愛でいこうぜ！ <オリジナル・カラオケ> 4. Message ～『光州5.18』によせて～ <オリジナル・カラオケ>                               | オリコン最高113位                             |
|     | 2008.12    | 3rd Anniversary Special CD                     |            | | 廃盤                                          |
| 5th | 2009.5.20  | 2つで1つ                                       | COCA-16246 | 1. 2つで1つ ［NHKユアソング（2009年4月・5月）］ 2. 涙くんさよなら featuring Aki Yashiro 3. シェフ <ライブ・バージョン at 東京・草月ホール> 4. 2つで1つ <アコースティック・ギターの調べ> 5. 2つで1つ <オリジナル・カラオケ> | オリコン最高49位 ジャケット:飯田かずな        |
| 6th | 2010.11.17 | 薔薇の日々                                     | COCA-16432 | 1. 薔薇の日々 2. Snowdrop 3. 終章（エピローグ） 4. 薔薇の日々 <instrumental> | オリコン最高167位                             |
| 7th | 2022.11.2  | StarLight ～希望の光～                         | CVOV-5008  | 1. StarLight ～希望の光～ 2. StarLight ～希望の光～（instrument） 3. StarLight ～希望の光～（カラオケ） | 映画「車線変更 -キューポラを見上げて-」主題歌 |

### シングル（配信限定）
|     | 発売日   | タイトル                             | 規格品番   | 収録曲                                                                                      | 備考 |
| --- | -------- | ------------------------------------ | ---------- | ------------------------------------------------------------------------------------------- | ---- |
| 1st | 2010.1   | 涙ひとつぶ～新撰組PEACE MAKER Ver.～ | COKM-30872 | 1. 涙ひとつぶ ～新撰組 PEACE MAKER ver.～ 2. 涙ひとつぶ ～新撰組 PEACE MAKER 弾き語りver.～ | －   |
| 2nd | 2018.7.1 | ハッピーエンド                       | COKM-42077 | 1. ハッピーエンド 2. ハッピーエンド（オリジナル・カラオケ）                                 | －   |

### アルバム
|          | 発売日    | タイトル                                            | 規格品番      | 収録曲 | 備考              |
| -------- | --------- | --------------------------------------------------- | ------------- | --- | ----------------- |
| 1st      | 2007.9.19 | 愛でいこうぜ!                                       | COCP-34488    | 1. 遠い場所の君へ 2. Squall 3. Film 4. ウソツキ 5. ふたりで 6. 声をなくしても <acoustic> 7. 空白の月 8. シェフ 9. Message 10. 君を想う ［ユニクロカシミヤTVCMソング］ | オリコン最高237位 |
| 2nd      | 2010.4.21 | ふたつでひとつ                                      | COCP-36145    | 1. Opening SE 2. 愛でいこうぜ！ 3. 涙ひとつぶ 4. 笑っておくれよ 5. Rhapsody In Summer 6. 眠りの森 7. エデン 8. Snowdrop 9. 旅の途上（なか） 10. 桜予報 11. 2つで1つ 12. 涙くんさよなら featuring Aki Yashiro（ボーナストラック） | オリコン最高259位 |
| 1st mini | 2013.9.18 | 手                                                  | RNCS-1001     | 1. 帰り道 2. 各駅停車 3. 手 4. 話をきくよ 5. 同じ朝 6. 50の空 7. 帰っておいで | －                |
| 2nd mini | 2014.9    | 君に幸あれ                                          | RNCS-1002     | 1. 君に幸あれ ［パン・アキモト「きらむぎ」ラジオCMソング］ 2. 風船の歌 3. 涙の舟 4. 今日もどこかで雨が降る 5. 母の子守唄 | －                |
| 3rd      | 2016.4.6  | 慎太郎行進曲〜SHINTARO KUDO 10th ANNIVERSARY LIVE〜 | CVOV-10031    | [DISC1] 1. 愛でいこうぜ！ 2. 今日もどこかで雨が降る 3. Film 4. ふたりで 5. 声をなくしても 6. Squall 7. 君を想う ＊ユニクロカシミヤTVCMソング 8. ウソツキ 9. 心はふるさと（那珂川町 町うた） 10. 50の空 [DISC2] 1. 空白の月 2. Rhapsody In Summer 3. 椿 ＊新曲（初音源化） 4. 桜予報 5. 君に幸あれ ＊パン・アキモトラジオCMソング 6. 2つで1つ ＊NHKユアソング（2009年4-5月） 7. Message ＊映画「光州5・18」イメージソング 8. シェフ ＊第39回日本有線大賞新人賞受賞 9. 明日への賛歌 ＊新曲（初音源化） | －                |
| 4th      | 2017.9.20 | Love Letter                                         | CVOV-10044    | 1. 君だけが消えない 2. 風を抱きしめて 3. 椿 4. ラブレター 5. 葉桜の頃 6. 戦友 7. 極夜 8. 同じ朝 9. 再会 10. 明日への賛歌 11. 木立の歌～川口市立高等学校 校歌～ | －                |
| 5th      | 2018.7.18 | 工藤慎太郎 song collection 足跡に咲く花             | COCP-40469/70 | [DISC1] 1. 2つで1つ 2. 愛でいこうぜ！ 3. 声をなくしても 4. Squall 5. Film 6. ウソツキ 7. 空白の月 8. 君を想う 9. 眠りの森 10. 桜予報 11. シェフ 12. 願い 13. Message 14. 旅の途上（なか） [DISC2] 1. 遠い場所の君へ 2. 涙ひとつぶ 3. Rhapsody In Summer 4. 笑っておくれよ 5. 薔薇の日々 6. エデン 7. Snowdrop -Special Tracks- 8.ハッピーエンド 9.木立の歌～川口市立高等学校 校歌～ （コーラス：川口市立高等学校 在校生有志）                                                                        | －                |
| 6th      | 2023.1.25 | 真夜中のペガサス                                    | FORYOU-001    | 1. 君とバイトと片思い 2. 真夜中のペガサス 3. StarLight ～希望の光～ 4. 波に消えたラブストーリー 5. 逃避行 6. 涙をこえて 7. 忘れないで 8. 椿 ～Bonus Track～ | －                |

### 企画盤／その他
1. DVD「光州5･18」コレクターズ・エディション／スタンダード・エディション （2008.12）
2. CD 「誰も知らない泣ける歌 外伝 もらい泣き篇」（コンピレーションアルバム）（2009.2）
3. CD「2つで1つ」～山田姉妹の2ndアルバム「ふたつでひとつ ～心を繋ぐ、歌を継ぐ」のカバー曲～（2018.3）
4. CD「心の瞳」～坂本九の「心の瞳」のカバー曲（限定版）～（2021.11）

## ミュージック・ビデオ
| 監督       | 曲名                                                   |
| 金子雅伸   | 「シェフ」                                             |
| 須藤カンジ | 「声をなくしても」                                     |
| 山城竹識   | 「2つで1つ」(出演:田中要次)                            |
| 田村寛     | 「君に幸あれ」                                         |
| 蓮見亮     | 「手」                                                 |
| 不明       | 「願い」「愛でいこうぜ!」(出演:萩原利久)「薔薇の日々」 |

## エピソード
- 君を想う
アルバム『愛でいこうぜ!』の最後を飾るこの楽曲は、2007年1月1日に、ニッポン放送『ヤンキー先生 夢は逃げていかない』にゲスト出演した際に工藤慎太郎が“いじめと闘う人達へのメッセージソング”として披露し、放送後にリスナーから沢山のメッセージが寄せられた。ヤンキー先生こと義家弘介のHPや、ゲスト出演した番組でもこの「君を想う」が紹介されている。また、ユニクロのTV-CMでも同曲が起用されたことにより、着うたランキング等でも上位にランクインした。
- シェフ
デビュー曲「シェフ」は、自身が20歳の時に作った作品。イタリア料理屋でのアルバイト経験を綴り、独立したシェフのために作った歌であるが、路上ライブを開始して間もない頃に「シェフ」に一目惚れをして、様々な形でメジャーデビューまでの道のりをバックアップしてくれた一人のファンとのエピソードは、2007年8月にフジテレビ（関東ローカル）のドキュメンタリー番組『NONFIX』の「千の風になってスペシャル」で取り上げられる。
- 愛でいこうぜ！
2008年にリリースされた自身4枚目となるシングル曲。1stアルバムと同タイトルだがコーディング過程にて完成しなかった為収録はされていない。この曲は歌詞にキューポラ等の自身の故郷でもある埼玉県川口市を連想させるキーワードを盛り込んでおり、地元の商店街でのキャンペーンをはじめ、川口市長である岡村幸四郎への表敬訪問や「広報かわぐち」での対談が実現した。
アイスリボン所属の女子プロレスラーみなみ飛香が2012年8月まで入場曲として使用していた。
- Snowdrop
2008年9月に行われた新曲「愛でいこうぜ!」の新曲購入者特典として実施された全国ツアーにて初披露された楽曲。CD化を熱望するファンの声を受け、デビュー3周年の記念アイテムとして完全限定生産333枚にてリリースした「3rd Anniversary Special CD」に収録。カップリングには、文化放送で放送されている自身のレギュラー番組『工藤慎太郎 愛でいこうぜ!〜〇〇編〜』の特別版も収録されている。
- 木立の歌～川口市立高等学校・附属中学校 校歌～
校歌に込めた想い＜出典：川口市立高等学校・附属中学校 ホームページより＞
※2021年に開校された「川口市立高等学校附属中学校」も共通の校歌である。

```
子どもたちを、風や雨から鳥を守る木立になぞらえました。「鳥」は、子どもたち（木立）が、雨や風などから「守る存在」をイメージしており、具体的には、友だちや好きな人など、守りたいと思う“大切な人” を意味しています。 自分だけでなく、他人も大切にできる人になってほしいとの想いを込めました。
また、川口市全体で口ずさめるように、さらには川口市の外にも広がっていくように、あえて校名など、限定されるフレーズを入れずに制作しました。
```

## ラジオ
- The Nutty Radio Show 鬼玉（FM NACK5） - 現在終了
- 工藤慎太郎 愛でいこうぜ! ○○編（文化放送） - 現在終了
- ヤンキー先生!義家弘介の夢は逃げていかない（不定期ゲスト出演） - 2008年 - 2009年
- 工藤慎太郎 ラジオでいこうぜ!〜今夜は朝までみんなでひとつ〜（NACK5）- 2010年4月18日(日) 25:00〜29:00
- 工藤慎太郎の今日はここから（文化放送「太田英明MUSIC NEO」内）- 現在終了
- 工藤慎太郎 イッツオーライ!（FM Kawaguchi 856Studio） - 2016年4月～2022年 - 現在は終了
- 日曜バラエティ―（NHKラジオ第1） - 2018年7月1日（公開生放送）
- サムライミュージック（市川うららFM） - 2023年9月26日（ゲスト出演）

## インターネットラジオ
- 工藤慎太郎 スマイルデイズ（ジャスクリ） - 現在は終了

## テレビ
- 出前迅速!慎太郎便（テレ玉） - 現在は終了
- 徳光&コロッケの“名曲の時間です”（テレビ東京） - 2006年
- 第39回 日本有線大賞（TBSテレビ） - 2006年
- マチコミ（テレ玉） - 2017年・2018年

## 主なライブ

### ワンマンライブ・主催イベント
- 2007年 - 工藤慎太郎 Concert Tour 2007 「愛でいこうぜ！」
- 2008年 - Special Autumn Tour '08
- 2009年 - 翔く瞬間(とき)～3rd Anniversary Concert2009～
- 2010年 - 工藤慎太郎コンサート2010～ふたつでひとつ～
- 2014年〜2015年 -  リリースツアー「君に幸あれ」
- 2015年〜2016年 - 工藤慎太郎2015/2016コンサートツアー「慎太郎行進曲」
- 2016年 - 工藤慎太郎 10周年記念公演「慎太郎行進曲」（川口総合文化センター・リリア[音楽ホール]）
- 2016年 - SHINTARO KUDO 10th TOUR「羅針盤～旅の途中～」（恵比寿天窓.switch）
- 2017年 - SHINTARO KUDO 2017 CONCERT「Love Letter」（川口総合文化センター・リリア[メインホール]）
- 2018年 - 工藤慎太郎コンサート「春うらら」（重要文化財 自由学園明日館[池袋]）
- 2019年 - 工藤慎太郎コンサート「足跡に咲く花～種子（たね）～」（３月：西川口Live House Hearts）
- 2019年 - 工藤慎太郎コンサート「足跡に咲く花～芽生え（めばえ）～」（６月：西川口Live House Hearts）
- 2019年 - 工藤慎太郎コンサート「足跡に咲く花～蕾（つぼみ）～」（10月：西川口Live House Hearts）
- 2021年 - 工藤慎太郎コンサート「足跡に咲く花～開花（かいか）～」[デビュー15周年記念コンサート]（11月：川口総合文化センター・リリア[音楽ホール]）
- 2022年 - 工藤慎太郎コンサート2022～希望の光～（12月：川口総合文化センター・リリア[メインホール]）
- 2023年 - 工藤慎太郎 Live 真夜中のペガサス（2月：西川口Live House Hearts）
- 2023年 - 工藤慎太郎 Live 浴衣の君に逢いたくて（7月：西川口Live House Hearts）
- 2023年 - 工藤慎太郎コンサート2023～涙をこえて～（11月：川口総合文化センター・リリア[音楽ホール]）
- 2024年 - 工藤慎太郎 Live！（10月：西川口Live House Hearts）
- 2024年 - 工藤慎太郎 Christmas Concert-Winter Song's Collection（12月：Live Space CAVALLINO）

### 出演イベント
- 2007年09月15日 - RADIO BERRY ベリテンライブ2007
- 2007年11月16日 - 熊木杏里 ライブツアー～私は私をあとにして～
- 2017年7月4日 - 第8回 花と音楽の祭典　Kajiki's Artist Show in NY（ニューヨーク・カーネギーホール）
- 2018年9月16日 - 川口ストリートジャズフェスティバル2018